# 鲍里斯·沙波什尼科夫
鮑里斯·米哈伊洛維奇·沙波什尼科夫（俄语：Бори́с Миха́йлович Ша́пошников，羅馬化：Boris Mikhailovitch Shaposhnikov，1882年10月2日—1945年3月26日）是一位蘇聯軍事領導人，在1928年至1931年、1937年至1940年和1941年至1942年皆擔任了蘇軍總參謀長，1940年晉升蘇聯元帥。1939年曾参与苏联与英法的谈判。1943年-1945年担任工农红军伏罗希洛夫元帅总参军事学院院长他為蘇聯武裝力量的建設、加強和改進以及軍事人員的培訓的理論和實踐作出了重大貢獻。他在軍事科學的發展、總結第一次世界大戰和俄罗斯內戰的戰鬥經驗方面做了大量工作並取得了成功。參加了製定紅軍條例的委員會，其中反映了蘇聯軍事理論的主要規定。他在其最著名的著作《軍隊大腦》中，對未來戰爭的性質作出了主要規定，深刻揭示了戰爭中軍隊領導的特點，明確了軍隊領導的作用、職能和作用。統帥部管理武裝部隊的機構。他的結論的正確性為衛國戰爭所證實。沙波什尼科夫在軍事史上被認為是一位傑出的軍事理論家、一位精通作戰和戰略問題的天才實踐者。沙波什尼科夫借用了19世紀末20世紀初英國記者和軍事理論家斯賓塞·威爾金森的「陸軍大腦」這個名稱。

## 生平
出生於員工家庭。父親米哈伊爾·彼得羅維奇（1837-1912 年）是奧倫堡哥薩克人，在私營部門任職。母親佩拉吉亞·庫茲米尼奇納 (Pelageya Kuzminichna) 是一名教師。沙波什尼科夫本人就讀於克拉斯努菲姆斯基工業學校和彼爾姆皇家學校，並於 1899 年畢業。 1900年，沙波什尼科夫一家搬到別貝貝。米哈伊爾·彼得羅維奇被任命為國家葡萄酒倉庫負責人。同年，鮑里斯·米哈伊洛維奇因病錯過了莫斯科步兵學校的考試，為了幫助家庭，為獨立生活存點錢，他到一家國有酒廠當會計。 1900 年至 1901 年間，他在這裡工作了九個月。